# Гэнки (эра)
Гэнки (яп. 元亀 гэнки) — девиз правления (нэнго) японского императора Огимати, использовавшийся с 1570 по 1573 год .

## Продолжительность
Начало и конец эры:
- 23-й день 4-й луны 13-го года Эйроку (по юлианскому календарю — 27 мая 1570);
- 28-й день 7-й луны 4-го года Гэнки (по юлианскому календарю — 25 августа 1573).

## Происхождение
Название нэнго было заимствовано:
- из Ши цзин:「憬彼淮夷、来献其、元亀象歯大賂南金」[4];
- из 1-го цзюаня «Вэньсюань»:「元亀水処、潜竜蟠於沮沢、応鳴鼓而興雨」[4].

## События
даты по юлианскому календарю
- 1570 год (6-я луна 1-го года Гэнки) — Битва при Анэгаве — сражение между силами рода Адзаи (во главе с Адзаи Нагамаса) и рода Асакура (во главе с Асакура Ёсикагэ) с одной стороны и силами Ода Нобунага и Токугава Иэясу — с другой; закончилось победой последних[6];
- 1571 год (9-я луна 2-го года Гэнки) — войска Оды Нобунаги вошли в провинцию Оми, окружили гору Хиэй и зверски убили тамошних монахов (всего погибло 20 тысяч человек); после этого Ода отдал приказ сжечь всякое строение на горе; были уничтожены также постройки Хонгандзи в Осаке[7][8];
- 1573 год (12-я луна 3-го года Гэнки) — Битва при Микатагахара — сражение в провинции Тотоми между войсками Такэды Сингэна, даймё из провинции Каи, и силами Токугавы Иэясу[9];
- 1573 год (2-я луна 4-го года Гэнки) — бросив вызов Оде Нобунаге, Ёсинака укрепился в замке Нидзё и попросил о помощи Адзаи Нагамасу, Асакуру Ёсикагэ и Такэду Сингэна[10];
- 1573 год (4-й год Гэнки) — сёгунат Муромати прекратил своё существование[7].

## Сравнительная таблица
Ниже представлена таблица соответствия японского традиционного и европейского летосчисления. В скобках к номеру года японской эры указано название соответствующего года из 60-летнего цикла китайской системы гань-чжи. Японские месяцы традиционно названы лунами.
| 1-й год Гэнки (Металлическая Лошадь)   | 1-я луна       | 2-я луна                | 3-я луна* | 4-я луна  | 5-я луна* | 6-я луна  | 7-я луна* | 8-я луна   | 9-я луна*   | 10-я луна  | 11-я луна* | 12-я луна  |               |
| -------------------------------------- | -------------- | ----------------------- | --------- | --------- | --------- | --------- | --------- | ---------- | ----------- | ---------- | ---------- | ---------- | ------------- |
| Юлианский календарь                    | 5 февраля 1570 | 7 марта                 | 6 апреля  | 5 мая     | 4 июня    | 3 июля    | 2 августа | 31 августа | 30 сентября | 29 октября | 28 ноября  | 27 декабря |               |
| 2-й год Гэнки (Земляная Коза)          | 1-я луна*      | 2-я луна                | 3-я луна* | 4-я луна  | 5-я луна  | 6-я луна* | 7-я луна  | 8-я луна*  | 9-я луна    | 10-я луна* | 11-я луна  | 12-я луна* |               |
| Юлианский календарь                    | 26 января 1571 | 24 февраля              | 26 марта  | 24 апреля | 24 мая    | 23 июня   | 22 июля   | 21 августа | 19 сентября | 19 октября | 17 ноября  | 17 декабря |               |
| 3-й год Гэнки (Металлическая Обезьяна) | 1-я луна       | 1-я луна (високосная) * | 2-я луна  | 3-я луна* | 4-я луна  | 5-я луна* | 6-я луна  | 7-я луна   | 8-я луна*   | 9-я луна   | 10-я луна* | 11-я луна  | 12-я луна     |
| Юлианский календарь                    | 15 января 1572 | 14 февраля              | 14 марта  | 13 апреля | 12 мая    | 11 июня   | 10 июля   | 9 августа  | 8 сентября  | 7 октября  | 6 ноября   | 5 декабря  | 4 января 1573 |
| 4-й год Гэнки (Водяной Петух)          | 1-я луна*      | 2-я луна*               | 3-я луна  | 4-я луна* | 5-я луна* | 6-я луна  | 7-я луна  | 8-я луна*  | 9-я луна    | 10-я луна  | 11-я луна* | 12-я луна  |               |
| Юлианский календарь                    | 3 февраля 1573 | 4 марта                 | 2 апреля  | 2 мая     | 31 мая    | 29 июня   | 29 июля   | 28 августа | 26 сентября | 26 октября | 25 ноября  | 24 декабря |               |

* звёздочкой отмечены короткие месяцы (луны) продолжительностью 29 дней. Остальные месяцы длятся 30 дней.